# وبهاوی مرچانت
وبهاوی مرچانت (به انگلیسی: Vaibhavi Merchant) (زاده ۱۷ دسامبر ۱۹۷۵) کارگردان طراحی رقص هندی است.
از کارهای معروف او می توان طراحی رقص دان۲ و قصه عشق ۲۰۵۰ اشاره کرد.